# بيل بلامر
بيل بلامر (بالإنجليزية: Bill Plummer)‏ هو لاعب كرة قاعدة أمريكي، ولد في 21 مارس 1947 في أوكلاند في الولايات المتحدة.

## وصلات خارجية
- بيل بلامر على موقع دوري كرة القاعدة الرئيسي (الإنجليزية)
- بيل بلامر على موقعبيزبول رفرنس.كوم (الدوري الرئيسي) (الإنجليزية)
- بيل بلامر على موقعبيزبول رفرنس.كوم (الدوري الثانوي) (الإنجليزية)
- بيل بلامر على موقع إي إس بي إن.كوم (أم.أل.بي) (الإنجليزية)
- بيل بلامر على موقع مشجعي الرسوم البيانية (الإنجليزية)